# Star Wars Combine
Star Wars Combine – darmowa internetowa gra, czy też symulacja, typu MMORPG osadzona w realiach Gwiezdnych wojen. Rozgrywka prowadzona jest w oknie przeglądarki i nie wymaga instalowania żadnego programu.
Świat Star Wars Combine obejmuje prawie 5 tysięcy planet i księżyców w 621 systemach. Gracze mogą wcielić się w postać dowolnej rasy i zawodu, należącą do jednej z wielu frakcji – Imperium, Rebelia, piraci, handlowcy itp. Gra umożliwia produkcję wyposażenia, takiego jak statki, pojazdy, broń, droidy i inne, a także prowadzenie pomiędzy graczami handlu.
W Galaktyce Star Wars Combine nie znajdziemy klasycznych bohaterów Sagi Gwiezdnych wojen, takich jak Han Solo, Anakin, czy Luke Skywalker. Rezygnacja z tych postaci wiąże się z oddzieleniem i uniezależnieniem fabuły gry od fabuły filmów i przekazanie w ręce graczy niczym nie ograniczonej kontroli nad wszystkim wydarzeniami w galaktyce, łącznie z działaniami dwóch najpotężniejszych frakcji – Imperium i Rebelii, których przywódcy także odgrywani są przez graczy.
Gra stworzona została przez fanów Gwiezdnych wojen w 1999 roku.